# Berserker (Amon Amarth)
Berserker è l'undicesimo album in studio del gruppo musicale svedese Amon Amarth, pubblicato nel 2019.

## Tracce
1. Fafner's Gold – 5:00
2. Crack the Sky – 3:49
3. Mjölner, Hammer of Thor – 4:42
4. Shield Wall – 3:46
5. Valkyria – 4:43
6. Raven's Flight – 5:20
7. Ironside – 4:30
8. The Berserker at Stamford Bridge – 5:13
9. When Once Again We Can Set Our Sails – 4:24
10. Skoll and Hati – 4:27
11. Wings of Eagles – 4:03
12. Into the Dark – 6:48

## Formazione
- Olavi Mikkonen − chitarra
- Johan Hegg − voce
- Ted Lundström − basso
- Johan Söderberg − chitarra
- Jocke Wallgren − batteria